# モアザンレディ
モアザンレディ（More Than Ready　1997年4月4日 - 2022年8月26日）は、アメリカ合衆国で生産・調教された競走馬・種牡馬。モアザンレディとは英語で「やる気満々」の意味。

## 経歴
各競走の出典については競走成績の節を参照。

### 現役時代
1999年4月11日のキーンランド競馬場の未勝利戦（ダート4.5ハロン）でジョン・ヴェラスケスを鞍上にデビューを迎える。2番人気で臨んだレースは2着に7馬身1/2差のぶっちぎりで勝利。そこからグレードレース2つを含む5連勝を飾る。
その勢いのままフューチュリティステークス（ダート8ハロン）・シャンペンステークス（ダート8.5ハロン）と続けてG1に出走するがそれぞれ3着と5着に敗退。2歳シーズンを7戦5勝で終えた。
2000年の3歳シーズンは1月のG2ハッチスンステークス（ダート7ハロン）から始動し、このレースは同着での優勝。G2ルイジアナダービー（ダート8.5ハロン）・G1ブルーグラスステークス（ダート9ハロン）に出走するがいずれも2着に終わる。
そして本番のケンタッキーダービー（ダート10ハロン）を迎える。グレードレース2つを含む4連勝中のフサイチペガサスが1番人気、前走サンタアニタダービーで勝ってきたザ・デピュティが2番人気、モアザンレディは12.3倍の6番人気だった。レースは道中3番・4番手で進み、直線では一時2番手に上がるシーンもあったが、伸びずに4着に終わった。
その後もG2ドワイヤーステークス（ダート8.5ハロン）で2着。G1ハスケル招待ハンデ（ダート9ハロン）で4着と勝ちきれない状態が続く。
そして8月末のG1キングスビショップステークス（ダート7ハロン）に騎手をパット・デイに代えて出走。六番人気のバリアントハロリーに1馬身と1/2の差を着けてG1初勝利となった。
その後、ヴォスバーグステークス（ダート7ハロン）・BCスプリント（ダート6ハロン）・シガーマイルハンデキャップ（ダート8ハロン）とG1を三戦するが、2着・5着・4着に終わる。この年をもって現役を引退、種牡馬となった。

### 競走成績
| 出走日     | 競馬場             | 競走名               | 格 | 頭数 | 人気 | 着順 | 騎手           | 斤量（ポンド） | 距離  | 馬場状態 | タイム   | 着差    | 1着（2着）馬       | 出典        |
| ---------- | ------------------ | -------------------- | -- | ---- | ---- | ---- | -------------- | -------------- | ----- | -------- | -------- | ------- | ------------------ | ----------- |
| 1999.4.11  | キーンランド       | メイデン             |    | 8頭  | 2人  | 1着  | J.ヴェラスケス | 118            | D4.5F | 速       | 51.91    | 7 1/2身 | (No Limit Soldier) | [ Race 1 ]  |
| 5.1        | チャーチルダウンズ | WHAS-11 S            | LS | 12頭 | 2人  | 1着  | J.ヴェラスケス | 117            | D5F   | 速       | 57.82    | 4 1/4身 | (House Burner)     | [ Race 2 ]  |
| 6.4        | ベルモントパーク   | フラッシュ S         | LS | 6頭  | 1人  | 1着  | J.ヴェラスケス | 119            | D5F   | 速       | 57.10    | アタマ  | (Diblos Addition)  | [ Race 3 ]  |
| 7.4        | ベルモントパーク   | トレモント S         | G3 | 6頭  | 1人  | 1着  | J.ヴェラスケス | 119            | D5.5F | 速       | R1.02.56 | 4 1/2身 | (Afternoon Affair) | [ Race 4 ]  |
| 7.29       | サラトガ           | サンフォード S       | G2 | 5頭  | 1人  | 1着  | J.ヴェラスケス | 122            | D6F   | 速       | 1.09.65  | 9 3/4身 | (Mighty)           | [ Race 5 ]  |
| 9.19       | ベルモントパーク   | フューチュリティ S   | G1 | 8頭  | 1人  | 3着  | J.ヴェラスケス | 122            | D8F   | 速       | -        | 3/4身   | Bevo               | [ Race 6 ]  |
| 10.9       | ベルモントパーク   | シャンペン S         | G1 | 7頭  | 1人  | 5着  | J.ヴェラスケス | 122            | D8.5F | 速       | -        | 9 3/4身 | Greenwood Lake     | [ Race 7 ]  |
| 2000. 1.29 | ガルフストリーム   | ハッチスンS          | G2 | 8頭  | 1人  | 1着  | J.ヴェラスケス | 122            | D7F   | 速       | 1.21.76  | 同着    | Summer Lake        | [ Race 8 ]  |
| 3.12       | フェアグラウンズ   | ルイジアナダービー   | G2 | 10頭 | 3人  | 2着  | J.ヴェラスケス | 122            | D8.5F | 速       | -        | 2身     | Mighty             | [ Race 9 ]  |
| 4.15       | キーンランド       | ブルーグラスS        | G1 | 8頭  | 4人  | 2着  | J.ヴェラスケス | 123            | D9F   | 速       | ―        | アタマ  | High Yield         | [ Race 10 ] |
| 5. 6       | チャーチルダウンズ | ケンタッキーダービー | G1 | 19頭 | 6人  | 4着  | J.ヴェラスケス | 126            | D10F  | 速       | ―        | 6身     | Fusaichi Pegasus   | [ Race 11 ] |
| 7. 9       | ベルモントパーク   | ドワイヤーS          | G2 | 4頭  | 2人  | 2着  | J.ヴェラスケス | 119            | D8.5F | 速       | ―        | 3身     | Albert the Great   | [ Race 12 ] |
| 8. 6       | モンマスパーク     | ハスケル招待H        | G1 | 9頭  | 2人  | 4着  | R.ミグリオーレ | 119            | D9F   | 速       | ―        | 7 1/4身 | Dixie Union        | [ Race 13 ] |
| 8.26       | サラトガ           | キングスビショップS  | G1 | 6頭  | 1人  | 1着  | P.デイ         | 124            | D7F   | 速       | 1.22.49  | 1 1/2身 | （Valiant Halory） | [ Race 14 ] |
| 9.23       | ベルモントパーク   | ヴォスバーグS        | G1 | 10頭 | 1人  | 2着  | P.デイ         | 123            | D7F   | 速       | ―        | 1/2身   | Trippi             | [ Race 15 ] |
| 11. 4      | チャーチルダウンズ | BCスプリント         | G1 | 14頭 | 3人  | 5着  | P.デイ         | 124            | D6F   | 速       | ―        | 3 1/2身 | Kona Gold          | [ Race 16 ] |
| 11.25      | アケダクト         | シガーマイルH        | G1 | 11頭 | 2人  | 4着  | P.デイ         | 119            | D8F   | 速       | ―        | 5 1/2身 | El Corredor        | [ Race 17 ] |

## 種牡馬時代
ケンタッキー州のヴァイナリースタッドで種牡馬入り、初年度の種付け料は2万5千ドル。同時にオーストラリアのヴァイナリースタッドでもシャトル種牡馬として種付けを行った。初年度産駒からオーストラリアでG1勝ち馬が3頭登場、G1を計8勝・オーストラリアの最優秀古馬牝馬に選ばれたモアジョイアスを筆頭に多数の活躍馬を送り出した。2011年には本国アメリカでもG1勝ち馬が誕生し、2014年からウインスターファームに移動。自身が敗れたBCスプリントに優勝したロイエイチなどアメリカでも多数の活躍馬を出した。2018年時点での種付け料はアメリカで7万5千ドル・オーストラリアで6万6千豪ドル。
後継種牡馬もすでに活動を始めており、G1を2勝したセブリングがオーストラリア年度代表馬のディシデントを筆頭に活躍馬を多数送り出している。
日本では2022年4月9日にジャングロがニュージーランドトロフィーを勝ち、重賞初勝利を挙げている。
2022年8月26日に老衰のため死亡。

### 主な産駒
パート1国のG1勝ち馬のみ。
- 2002年産
  - ベニキオ（Benicio） - ヴィクトリアダービー（豪G1）
  - キャリーオンキューティ（Carry On Cutie） - シャンペンS（豪G1）
  - パーフェクトリーレディ（Perfectly Ready) - グッドウッドH（豪G1）
- 2005年産
  - セブリング（Sebring） - ゴールデンスリッパーS（豪G1）・サイアーズプロデュースS（豪G1）
- 2006年産
  - モアジョイアス（More Joyous） - フライトS（豪G1）・ジョージ・メインS（豪G1）・トゥーラックH（豪G1）・クイーンオブザターフS（豪G1）2回・ドンカスターH（豪G1）・クイーン･エリザベスS（豪G1）
  - フェランレディ（Phelan Ready） - ゴールデン・スリッパーS（豪G1）
- 2007年産
  - ドリームアウェイ（Dreamaway） - ウェストオーストラリアンダービー（豪G1）
  - リーガリーレディ（Regally Ready） - ニアークティックS（加G1）
- 2008年産
  - バスターズレディ（Buster's Ready） - マザーグースS（米G1）
- 2009年産
  - モアザンセイクリッド（More Than Sacred） - ニュージーランドオークス（新G1）
  - サマレディ（Samaready） - ブルーダイヤモンドステークス（豪G1）・モイアS（豪G1）
- 2010年産
  - ヴェラザノ（Verrazano） - ウッドメモリアルS（米G1）・ハスケルインビテーショナルS（米G1）
- 2011年産
  - ルームサーヴィス（Room Service） - アッシュランドS（米G1）・アメリカンオークス（米G1）
- 2012年産
  - デアデヴィル（Dare Devil）- シャンペンS（米G1）
  - イーグルウェイ（Eagle Way） - クイーンズランドダービー（豪G1）
  - エンティサー（Entisaar） - アランロバートソンチャンピオンシップ（南アG1）
  - パーフェクトリフレクション（Perfect Reflection） - キングストンタウンクラシック（豪G1）
  - ロイエイチ （Roy H） - BCスプリント（米G1）2回・サンタアニタスプリントチャンピオンシップS（米G1）2回
- 2013年産
  - プライズドアイコン（Prized Icon） - シャンペンS（豪G1）・ヴィクトリアダービー（豪G1）
- 2014年産
  - ファンタスティック（Funtastic） - ユナイテッドネーションズS（米G1）
  - ユニ（Uni） - メートリアークS（米G1）・ファーストレディS（米G1）・BCマイル（米G1）
- 2015年産
  - ラッシングフォール（Rushing Fall） - BCジュヴェナイルフィリーズターフ（米G1）・ジェニーワイリーS（米G1）2回、ジャストアゲームS（米G1）
  - カトリックボーイ（Catholic Boy） - ベルモントダービー招待S（米G1）、トラヴァーズS（米G1）
  - セイザワールド（Say The Word） - ノーザンダンサーターフステークス（加G1）
- 2017年産
  - ヒットザロード（Hit the Road） - フランク・Ｅ・キルローマイルS（米G1）
- 2020年産
  - モアザンルックス（More Than Looks） - BCマイル（米G1）

### ブルードメアサイアーとしての主な産駒
- 2011年産
  - ディレクテイション（Delectation） - ダーレークラシック
- 2013年産
  - ナックビーナス - キーンランドカップ
- 2014年産
  - ミッシングリンク - TCK女王盃
- 2016年
  - リーガルグローリー（Regal Glory） - メートリアークステークス2回、ジェニーワイリーステークス、ジャストアゲームステークス
  - ウェリントン（Wellington） - チェアマンズスプリントプライズ2回、クイーンズシルヴァージュビリーカップ、香港スプリント
- 2017年産
  - カフェファラオ - ユニコーンステークス、シリウスステークス、フェブラリーステークス2回、マイルチャンピオンシップ南部杯
  - フォービドゥンラヴ（Forbidden Love） - サラウンドステークス
- 2018年産
  - シンプリーラヴィシング（Simply Ravishing） - アルシバイアディーズステークス
- 2019年産
  - クーランガッタ（Coolangatta） - モイアステークス、ブラックキャビアライトニング
  - レディーナー（Rediener） - エプソムハンデキャップ
  - ナイツチョイス（Knight's Choice） - メルボルンカップ
- 2020年産
  - シンゾー（Shinzo） - ゴールデンスリッパーステークス
  - キングコロラド（King Colorado） - J.J.アトキンス
  - アスペングローブ（Aspen Grove） - ベルモントオークス招待ステークス
  - ドゥレッツァ - 菊花賞[10]
  - サウスポートタイクーン（Southport Tycoon） - オーストラリアンギニー、マニカトステークス
  - カールスパックラー（Carl Spackler） - フォースターデイヴハンデキャップ、クールモアターフマイルステークス、メーカーズマークマイルステークス
- 2021年産
  - シーフィールズプリティ（She Feels Pretty） - ナタルマステークス、クイーンエリザベス2世チャレンジカップステークス、アメリカンオークス、ニューヨークステークス、E.P.テイラーステークス
  - ウィリードゥイット（Willydoit） - ニュージーランドダービー

## 血統表
| More Than Readyの血統                | More Than Readyの血統                       | More Than Readyの血統                       | （血統表の出典）                            | （血統表の出典） |
| 父系                                 | ヘイロー系                                  | ヘイロー系                                  | ヘイロー系                                  | [ § 2 ]          |
| 父 サザンヘイロー 1983 鹿毛 アメリカ | 父の父Halo 1969 黒鹿毛                      | Hail to Reason                              | Turn-to                                     | Turn-to          |
| 父 サザンヘイロー 1983 鹿毛 アメリカ | 父の父Halo 1969 黒鹿毛                      | Hail to Reason                              | Nothirdchance                               |                  |
| 父 サザンヘイロー 1983 鹿毛 アメリカ | 父の父Halo 1969 黒鹿毛                      | Cosmah                                      | Cosmic Bomb                                 | Cosmic Bomb      |
| 父 サザンヘイロー 1983 鹿毛 アメリカ | 父の父Halo 1969 黒鹿毛                      | Cosmah                                      | Almahmoud                                   |                  |
| 父 サザンヘイロー 1983 鹿毛 アメリカ | 父の母Northern Sea 1974 鹿毛                | Northern Dancer                             | Nearctic                                    | Nearctic         |
| 父 サザンヘイロー 1983 鹿毛 アメリカ | 父の母Northern Sea 1974 鹿毛                | Northern Dancer                             | Natalma                                     |                  |
| 父 サザンヘイロー 1983 鹿毛 アメリカ | 父の母Northern Sea 1974 鹿毛                | Sea Saga                                    | Sea-Bird                                    | Sea-Bird         |
| 父 サザンヘイロー 1983 鹿毛 アメリカ | 父の母Northern Sea 1974 鹿毛                | Sea Saga                                    | Shama                                       |                  |
| 母 Woodmans Girl 1990 鹿毛 アメリカ  | 母の父Woodman 1983 栗毛                     | Mr. Prospector                              | Raise a Native                              | Raise a Native   |
| 母 Woodmans Girl 1990 鹿毛 アメリカ  | 母の父Woodman 1983 栗毛                     | Mr. Prospector                              | Gold Digger                                 |                  |
| 母 Woodmans Girl 1990 鹿毛 アメリカ  | 母の父Woodman 1983 栗毛                     | プレイメイト                                | Buckpasser                                  | Buckpasser       |
| 母 Woodmans Girl 1990 鹿毛 アメリカ  | 母の父Woodman 1983 栗毛                     | プレイメイト                                | Intriguing                                  |                  |
| 母 Woodmans Girl 1990 鹿毛 アメリカ  | 母の母Becky Be Good 1981 鹿毛               | Naskra                                      | Nasram                                      | Nasram           |
| 母 Woodmans Girl 1990 鹿毛 アメリカ  | 母の母Becky Be Good 1981 鹿毛               | Naskra                                      | Iskra                                       |                  |
| 母 Woodmans Girl 1990 鹿毛 アメリカ  | 母の母Becky Be Good 1981 鹿毛               | Good Landing                                | First Landing                               | First Landing    |
| 母 Woodmans Girl 1990 鹿毛 アメリカ  | 母の母Becky Be Good 1981 鹿毛               | Good Landing                                | Best Side                                   |                  |
| 母系(F-No.)                          | (FN:F1-s)                                   | (FN:F1-s)                                   | (FN:F1-s)                                   | [ § 3 ]          |
| 5代内の近親交配                      | Turn-to 4×5 Almahmoud 4×5 Native Dancer 5×5 | Turn-to 4×5 Almahmoud 4×5 Native Dancer 5×5 | Turn-to 4×5 Almahmoud 4×5 Native Dancer 5×5 | [ § 4 ]          |
| 出典                                 | 1. 2. 3. 4.                                 | 1. 2. 3. 4.                                 | 1. 2. 3. 4.                                 | 1. 2. 3. 4.      |

母 Woodmans Girl はアメリカで3勝、のちにプエルトリコへ移籍したが目立った成績は挙げていない。曾祖母 Good Landing から広がる牝系には多数の活躍馬が出ている。母の半妹 Bail Out Becky はデルマーオークスの勝ち馬。その孫にBCフィリー&メア・ターフなどG1 5勝のステファニーズキトゥン。祖母の半姉 Landera の仔にハリウッド金杯などG1 2勝のCutlass Reality。Landrea の孫にトラヴァーズステークスの Ten Most Wanted。同じく祖母の半姉 My Locket の仔にミレイディハンデキャップのSeldom Seen Sue。